# ジェフリー・チョーサー
ジェフリー・チョーサー（英語: Geoffrey Chaucer [ˈtʃɔːsər], 1343年頃 - 1400年10月25日）は、イングランドの詩人である。当時の教会用語であったラテン語、当時イングランドの支配者であったノルマン人貴族の言葉であったフランス語を使わず、世俗の言葉である中英語を使って物語を執筆した最初の文人とも考えられている。このため、"The father of English poetry"（英詩の父）と呼ばれる。

## 来歴
家系は元々イプスウィッチの豪商であり、祖父と父はロンドンの豊かなワイン商人の家に生まれた。父ジョンを大金持ちの叔母が無理やりに連れ出し、自分の12歳の娘と結婚させて跡取りにしようとしたことがあり、そのため叔母は投獄の上に250ポンドの罰金を支払う事となったと言う。結局父はその娘と結婚し、叔母の所有するロンドンの大店舗を受け継ぐ事になる。チョーサーは当時のイングランドの裕福な上流中産階級の出自だったと言える。ジョンは1347年から1349年にかけてサウサンプトン港の王室酒類管理室代理としてエドワード3世に仕えている。
チョーサーは1357年のエリザベス・ド・バラ（アルスター女伯）の台帳にその名が見られる事から父の縁故を使い上流社会への仲間入りをしたと思われる。廷臣、外交使節、官吏としてイングランド王エドワード3世、リチャード2世に仕えた。
エドワード3世に仕えていた時に彼の次男でアルスター女伯の夫であるクラレンス公ライオネル・オブ・アントワープの従者として百年戦争に参加し、敵国フランスへ渡航するが、1359年12月にランスにて捕虜となり獄につながれる。翌年3月にエドワード3世が16ポンドの身代金を支払い、釈放される。その後プレティニーの和約の締結にも従者として出掛けていることが記録されている。
それ以降しばらくの間チョーサーの消息は記録から消える事となるが、恐らくは使節としてフランス、スペイン、フランドルに赴いていたものと思われる。またこの間サンティアゴ・デ・コンポステーラの巡礼の旅を行っていた可能性もある。1366年になるとチョーサーの名が再び現れ、エドワード3世妃フィリッパ・オブ・エノーの侍女であったフィリッパ・ドゥ・ロエ（Philippa de Roet）と結婚する。妻の妹キャサリン・スウィンフォードはエドワード3世の三男でランカスター公ジョン・オブ・ゴーントの子女の家庭教師であり、後にランカスター公の愛人、そして3番目の妻となる。後にランカスター公が彼のパトロンとなる。
この頃のチョーサーはインナー・テンプルで法律を学んでいたと思われるが、資料にはそれを示すものは残ってはいない。1367年6月20日に彼は王の側近として、騎士に次ぐ身分であるエスクワイアの身分となったと記録されている。彼は何回も海外へ出かけていたが、その中の何回かは王族の側近として赴いたものであった。
チョーサーは外交使節としてイタリアを訪問、この時イタリアの人文主義者で詩人のペトラルカと親交を結ぶ事になるが、この2人を結びつける事例として1368年に主人であるクラレンス公がガレアッツォ2世・ヴィスコンティの娘ヴィオランテと再婚した事が指摘されている。ミラノで行われたこの婚儀にペトラルカは出席しており、チョーサーも出席していた可能性がある。そしてペトラルカの影響からチョーサーは彼が用いたソネット形式を英文学に導入する。多彩な経歴を持ち、学識豊かで"The father of English poetry"（英詩の父）と呼ばれる大詩人となった。「アストロラーベに関する論文」は同天体観測機器の初の英語版解説書である。
また1370年には軍事出征の一環としてジェノヴァ、1373年にはジェノヴァおよびフィレンツェに赴いている。1374年には年俸10ポンドでロンドン税関に着任し、1385年または1386年までの間、チョーサーはここで羊毛・皮革に関する徴税の仕事に携わった。
また1377年にもチョーサーは旅に出かけているが、この内容は分かっていない。後世の書類から、百年戦争の終結を図るためにジャン・フロワサールと共にリチャード2世とフランス王女との婚儀を進める密命を帯びていたと思われる。後世の我々から見た場合、現実には婚姻はされていないのは分かっているので、もしそうであったのなら、これは不成功に終わったことになる。
1378年にチョーサーはリチャード2世の密命を帯びてミラノに渡航。ヴィスコンティ家と傭兵隊長ジョン・ホークウッドと接触、傭兵を雇い入れるために交渉する。この時チョーサーと出会ったホークウッドの出で立ちがカンタベリー物語の「騎士の物語」への影響が見られる。ホークウッドの装いは騎士というより14世紀の傭兵そのものであった。
1394年、リチャード2世から20ポンドの年金を授けられた。1399年に即位したヘンリー4世はチョーサーへの年金を更新し、1400年6月5日には未支払の年金の一部が支払われたとの記録が残っている。チョーサーは1400年10月25日に死去したが、この日付の証拠は死後100年以上経過してから建てられた墓石だけである。
なお、彼を称えて、小惑星（2984）チョーサーが、また月のクレーターにもチョーサーが彼の名をとり命名されている。

## 子女
- エリザベス（生没年不詳）
- トマス（英語版）（1367年頃 - 1434年） - 庶民院議長
  - アリス（英語版）（1404年 - 1475年） - 3度結婚、1415年にサー・ジョン・フィリップと結婚、1421年にソールズベリー伯トマス・モンタギューと再婚、1430年にサフォーク公ウィリアム・ド・ラ・ポールと再々婚。

## 著作
主著『カンタベリー物語』は、ボッカッチョ『デカメロン』の影響を受けた作品で、カンタベリー大聖堂へ向かう巡礼者たちが語るという体裁の説話集。未完ながら中英語を代表する英文学作品である。
他に恋愛物語詩『トロイルスとクリセイデ』、「イーリアス」を翻案した『トロイルス』、追悼詩『公爵夫人の書』、『薔薇物語』、『哲学の慰め』英訳がある。

### 主な作品
- Translation of Roman de la Rose, possibly extant as The Romaunt of the Rose
- The Book of the Duchess
- The House of Fame
- Anelida and Arcite
- Parlement of Foules
- Translation of Boethius' Consolation of Philosophy as Boece
- Troilus and Criseyde
- The Legend of Good Women
- The Canterbury Tales
- A Treatise on the Astrolabe

### 短い詩
- An ABC
- Chaucers Wordes unto Adam, His Owne Scriveyn (disputed)
- The Complaint unto Pity
- The Complaint of Chaucer to his Purse
- The Complaint of Mars
- The Complaint of Venus
- A Complaint to His Lady
- The Former Age
- Fortune
- Gentilesse
- Lak of Stedfastnesse
- Lenvoy de Chaucer a Scogan
- Lenvoy de Chaucer a Bukton
- Proverbs
- Balade to Rosemounde
- Truth
- Womanly Noblesse

### チョーサーの作品か疑わしい作品
- Against Women Unconstant
- A Balade of Complaint
- Complaynt D'Amours
- Merciles Beaute
- The Equatorie of the Planets

### 失われたと推定されている作品
- Origenes upon the Maudeleyne
- The Book of the Leoun

### 派生作品
- God Spede the Plough

## 宗教観
チョーサーは教会にいる多くの人々が腐敗しているとみたが、キリスト教徒を尊敬しており、自身もキリスト教徒であった。『カンタベリー物語』でも「この小作品を聞くか読む者はそこから何か喜ぶべきものを見つけましたら、イエス・キリストを感謝してほしい」という趣旨の文章がある。

## チョーサーを題材にした映画
アメリカ映画『ROCK YOU!（ロック・ユー！、原題: A Knight's Tale）』（2001年製作）は、チョーサーが何をしていたか不明とされている1370年頃のヨーロッパを舞台とした物語で、チョーサーはジュースティング（馬上槍試合）に挑む主人公の仲間となる、重要なキャラクターとして登場する。ポール・ベタニーがチョーサーを演じた。原題は『カンタベリー物語』の中の一話「騎士の話（The Knight's Tale）」をもじったもの。